# L.A.U
루커스(LU:KUS)는 2014년 결성된 대한민국의 보이 그룹이다. 그러나 2016년 4월에 멤버들이 소속사 팬엔터테인먼트와 계약 해지 소송을 걸고, 해체 또는 입대설에 휩싸였다. 그러다가 루커스에서 'L.A.U'라고 팀 이름으로 변경되어 입대한 해원 제외 3인 유닛으로 활동했다. L.A.U는 Look At Us의 줄임말이다. L.A.U로 이름을 바꾸고 2016년 9월에 일본에서 재데뷔했다.

## 구성원
| 이름 | 소개 |
| ---- | --- |
| 초이 | - 본명 : 최석훈 - 생년월일 : 1993년 5월 21일(31세) - 출생지 : 대한민국 - 포지션 : 보컬 - 활동기간 : 2014년 7월 4일 ~       |
| 효야 | - 본명 : 김종효 - 생년월일 : 1992년 6월 5일(32세) - 출생지 : 대한민국 - 포지션 : 보컬, 랩 - 활동기간 : 2014년 7월 4일 ~    |
| 동현 | - 이름 : 이동현 - 생년월일 : 1991년 4월 28일(33세) - 출생지 : 대한민국 - 포지션 : 리더, 보컬 - 활동기간 : 2014년 7월 4일 ~ |

## 음반 목록
| 순서 | 정보                                                   | 트랙리스트                                                                                           |
| 1st  | 《SO INTO U》 - 발매일: 2014년 7월 4일                 | 트랙리스트 1. SO INTO U（기가막혀）                                                                  |
| 2nd  | 《Break Ya》 - 발매일: 2015년 1월 13일                 | 트랙리스트 1. Break Ya 2. 기가막혀 3. Break Ya（inst.） 4. 기가막혀（inst.）                         |
| 3rd  | 《아름다워요》（아름다워요） - 발매일: 2015년 9월 10일 | 트랙리스트 1. 아름다워요 2. Break Ya 3. 기가 막혀 4. 아름다워요（Short Ver.） 5. 아름다워요（Inst.） |